# Serie A Gold 2022-2023 (pallamano maschile)
La Serie A Gold 2022-2023 è stata la 54ª edizione del torneo di Serie A del campionato italiano di pallamano maschile, e si è svolta dal 3 settembre 2022 al 23 maggio 2023.
A vincere il campionato è stata la Sidea Group Junior Fasano, arrivata alla sua quarta volta, che ha sconfitto nella serie di finale la Raimond Sassari.

## Stagione

### Iscrizioni e ufficialità
Il 14 giugno 2022 viene pubblicato il Vademecum ufficiale per la stagione sportiva 2022-2023.
Il 24 giugno è ufficiale la rinuncia all'iscrizione in massima serie della Pallamano Trieste.
Il 10 luglio a seguito del Consiglio Federale, vengono ufficializzate le compagini che prendono parte al campionato: a sostituire la Pallamano Trieste sarà la squadra federale del Campus Italia, che verrà impiegata come quattordicesima squadra per non intaccare il processo di riforma dei campionati in vista della stagione 2023-2024.
Il 19 novembre durante l'11ª giornata d'andata, nel match Albatro Siracusa-Secchia Rubiera, la squadra ospite abbandona il terreno di gioco al minuto 46:50 a seguito di numerose cadute da parte dei propri giocatori, in quanto ritiene che il campo da gioco sia impraticabile, essendo costantemente bagnato e quindi che renda difficile il normale svolgimento della partita. In un primo momento la partita è stata sospesa per più di 15 minuti nel tentativo di asciugare il campo; gli arbitri facevano riprendere il gioco, ma dopo solo un'azione di gioco, al minuto 16:50 della seconda frazione, il Secchia Rubiera lasciava definitivamente il campo, costringendo gli ufficiali di gara a fischiare la fine anticipata della partita.
Lunedì 21 novembre il giudice sportivo si pronunciava decretando l'esclusione dal campionato per il Secchia Rubiera, la sua immediata retrocessione, 9 punti di penalità da scontare nel campionato 2023-2024 e 10.000 € di multa.
A seguito del ricorso presentato dal Secchia Rubiera alla Corte Sportiva d'Appello, il 5 dicembre veniva sancita da quest'organo la riammissione della squadra, con cinque punti di penalizzazione da scontare nel campionato in corso e 5.000€ di multa; d'altra parte rimaneva inalterato il risultato di 5-0 a tavolino della partita Albatro-Secchia Rubiera in favore dei siciliani.
Il 1º febbraio 2023, in seguito al ricorso presentato dal Secchia Rubiera al CONI, vengono riassegnati i cinque punti di penalizzazione, tolta la multa e annullata l'omologazione della partita Albatro-Secchia Rubiera, da disputarsi nuovamente in data 12 aprile 2023.
Il 24 marzo 2023 vengono inflitti sette punti di penalizzazione al Conversano, provvedimento che segue la sconfitta per 5-0 a tavolino contro Sassari (18ª giornata) con il quale la squadra pugliese era stata punita a seguito della mancata osservanza del limite di giocatori stranieri.Il 28 aprile la Corte federale d'appello riduce di un punto la sentenza del giudice sportivo, portando a sei i punti di penalizzazione.
Il 25 maggio la prima sezione del Collegio di garanzia accoglie il ricorso del Secchia Rubiera e dispone la vittoria per 0-5 a tavolino a favore della società emiliana.
Il 4 Luglio il collegio di Garanzia del CONI accoglie parzialmente il ricorso del Conversano e restituisce i 6 punti di penalizzazione invitando la federazione ad adottare consequenziali provvedimenti in merito al campionato. Il 20 luglio la Federazione prende atto della sentenza e dichiara la propria intenzione nell'allinearsi alla decisione.

### Calendario e orari di gioco
Il 23 luglio viene pubblicato il calendario 2022-23. L'inizio della regular season è il 3 settembre, il termine l'8 aprile 2023. Dal 6 al 20 maggio sono previsti semifinali e finali di playoff Scudetto e playout retrocessione. Le gare sono previste il sabato pomeriggio, con eccezione dei due turni infrasettimanali della decima e ventitreesima giornata.

### Diritti televisivi
Anche per la stagione 2022-23 il massimo campionato sarà esclusiva di ElevenSport: si tratta della terza stagione consecutiva.

## Formula del torneo

### Stagione regolare
Il campionato si svolge tra 14 squadre che si affrontarono con la formula del girone unico all'italiana con partite di andata e ritorno.
Per ogni incontro i punti assegnati in classifica sono così determinati:
- due punti per la squadra che vinca l'incontro;
- un punto per il pareggio;
- zero punti per la squadra che perda l'incontro.

Al termine della stagione regolare le prime quattro classificata si qualificano per i playoff scudetto.
Le squadre classificate dall'11º al 14º si qualificano per i playout retrocessione. 
Il Campus Italia non ha obblighi di classifica ed è già retrocesso: qualora rientrasse nelle posizioni valide per la post-season, non verrà presa in considerazione.

### Playoff scudetto
Le squadre classificate dal 1º al 4º posto in classifica al termine della fase regolare partecipano ai play-off scudetto, che si disputano con la formula ad eliminazione diretta di semifinali e finale 1º-2º posto al meglio di due gare su tre (la terza gara si disputa nel caso le prime due siano terminate con una vittoria per parte o con due pareggi, a prescindere dai risultati dei singoli incontri). La seconda e terza gara nelle semifinali e nella finale si disputano in casa della squadra meglio classificata al termine della fase regolare

### Playout retrocessione
La formula del campionato prevede un'unica retrocessione da definire attraverso i play-out. Questi ultimi coinvolgeranno le ultime quattro squadre al termine della regular season, ad eccezione del Campus Italia che, a sua volta, disputerà la Serie A Silver nella stagione 2023/24 a prescindere dal suo piazzamento finale.
Le ultime quattro squadre classificate al termine della fase regolare partecipano ai play-out retrocessione, che si disputano con la formula ad eliminazione diretta di semifinali e finale al meglio di due gare su tre (la terza gara si disputa nel caso le prime due siano terminate con una vittoria per parte o con due pareggi, a prescindere dai risultati dei singoli incontri). La seconda e terza gara nelle semifinali e nella finale si disputano in casa della squadra meglio classificata al termine della fase regolare.

### Verdetti
Al termine del campionato a seconda dei risultati ottenuti, vengono emessi i seguenti verdetti:
- Vincitrice dei playoff: viene proclamata campione d'Italia ed acquisisce il diritto a partecipare alla EHF European Cup;
- finalista dei playoff: acquisisce il diritto a partecipare alla EHF European Cup;
- perdente dei playout: retrocede in A2.

## Squadre partecipanti
| Squadra          | Stagione | Città                | Palasport                                   | Stagione precedente    |
| ---------------- | -------- | -------------------- | ------------------------------------------- | ---------------------- |
| Albatro Siracusa | dettagli | Siracusa             | PalaAkradina                                | 13º posto              |
| Bozen            | dettagli | Bolzano              | PalaGasteiner                               | 7º posto               |
| Brixen           | dettagli | Bressanone (BZ)      | Raiffeisen Arena                            | 4º posto               |
| Campus Italia    | dettagli | Chieti               | Centro Tecnico Federale                     | 6º posto in Serie A2/B |
| Carpi            | dettagli | Carpi (MO)           | PalaVallauri                                | 11º posto              |
| Cassano Magnago  | dettagli | Cassano Magnago (VA) | PalaTacca                                   | 9º posto               |
| Conversano       | dettagli | Conversano (BA)      | Pala San Giacomo                            | Vincitore              |
| Junior Fasano    | dettagli | Fasano (BR)          | Palestra "Franco Zizzi"                     | 2º posto               |
| Fondi            | dettagli | Fondi (LT)           | Pala San Bartolomeo                         | 1º posto in Serie A2/C |
| Meran            | dettagli | Merano (BZ)          | Karl Wolf Arena Sporthalle Algund (Lagundo) | 6º posto               |
| Pressano         | dettagli | Lavis (TN)           | PaLavis                                     | 5º posto               |
| Romagna          | dettagli | Faenza (RA)          | PalaCavina PalaCattani (Faenza)             | 2º posto in Serie A2/B |
| Sassari          | dettagli | Sassari              | PalaSantoru                                 | 3º posto               |
| Secchia Rubiera  | dettagli | Rubiera (RE)         | PalaBursi                                   | 12º posto              |

## Risultati
| Andata      | Andata | 1ª/14ª giornata       | Ritorno | Ritorno     |
|             |        |                       |         |             |
| 3 settembre | 29-30  | Meran - Sassari       | 30-27   | 10 dic.     |
| 3 settembre | 22-29  | Carpi - J.Fasano      | 34-42   | 14 dic.     |
| 3 settembre | 26-31  | Campus - Albatro      | 21-30   | 10 dicembre |
| 3 settembre | 31-23  | Conversano - Pressano | 29-23   | 10 dicembre |
| 3 settembre | 22-32  | Romagna - C.Magnago   | 21-37   | 10 dicembre |
| 3 settembre | 28-31  | S.Rubiera - Bozen     | 24-31   | 10 dicembre |
| 3 settembre | 26-30  | Fondi - Brixen        | 23-35   | 10 dicembre |

| Andata       | Andata | 2ª/15ª giornata        | Ritorno | Ritorno     |
|              |        |                        |         |             |
| 28 set.      | 29-21  | Brixen - S.Rubiera     | 31-21   | 17 dicembre |
| 10 settembre | 25-27  | C.Magnago - Conversano | 27-30   | 17 dicembre |
| 10 settembre | 31-25  | Pressano - Campus      | 33-17   | 17 dicembre |
| 10 settembre | 22-29  | J.Fasano - Meran       | 30-33   | 17 dicembre |
| 21 set.      | 34-26  | Sassari - Fondi        | 31-27   | 17 dicembre |
| 10 settembre | 35-28  | Bozen - Romagna        | 34-22   | 17 dicembre |
| 10 settembre | 29-24  | Albatro - Carpi        | 28-32   | 17 dicembre |

| Andata       | Andata | 3ª/16ª giornata     | Ritorno | Ritorno    |
|              |        |                     |         |            |
| 17 set.      | 22-29  | Carpi - Pressano    | 31-32   | 14 gennaio |
| 18 set.      | 29-29  | Campus - C.Magango  | 23-27   | 14 gennaio |
| 17 settembre | 33-30  | Conversano - Bozen  | 36-29   | 8 feb.     |
| 17 settembre | 26-33  | Albatro - J.Fasano  | 27-30   | 14 gennaio |
| 6 ott.       | 12-23  | Romagna - Brixen    | 20-34   | 14 gennaio |
| 18 ott.      | 32-32  | S.Rubiera - Sassari | 25-32   | 14 gennaio |
| 17 set.      | 33-33  | Fondi - Meran       | 30-37   | 14 gennaio |

| Andata       | Andata | 4ª/17ª giornata     | Ritorno | Ritorno    |
|              |        |                     |         |            |
| 24 settembre | 28-23  | Brixen - Conversano | 23-22   | 21 gennaio |
| 24 settembre | 30-28  | C.Magnago - Carpi   | 35-28   | 21 gennaio |
| 24 settembre | 31-27  | Meran - S.Rubiera   | 32-25   | 21 gennaio |
| 24 settembre | 25-19  | Pressano - Albatro  | 31-28   | 21 gennaio |
| 24 settembre | 32-28  | J.Fasano - Fondi    | 29-28   | 21 gennaio |
| 24 settembre | 34-25  | Sassari - Romagna   | 26-22   | 22 gen.    |
| 24 settembre | 42-37  | Bozen - Campus      | 39-29   | 15 feb.    |

| Andata    | Andata | 5ª/18ª giornata      | Ritorno | Ritorno    |
|           |        |                      |         |            |
| 1 ottobre | 27-28  | Pressano - J.Fasano  | 30-41   | 28 gennaio |
| 1 ottobre | 29-40  | Carpi - Bozen        | 35-34   | 28 gennaio |
| 1 ottobre | 29-34  | Campus - Brixen      | 29-35   | 28 gennaio |
| 1 ottobre | 34-31  | Conversano - Sassari | 0-5     | 28 gennaio |
| 1 ottobre | 25-25  | Albatro - C.Magango  | 21-27   | 28 gennaio |
| 1 ottobre | 20-32  | Romagna - Meran      | 22-24   | 28 gennaio |
| 1 ottobre | 29-21  | S.Rubiera - Fondi    | 23-31   | 28 gennaio |

| Andata     | Andata | 6ª/19ª giornata      | Ritorno | Ritorno     |
|            |        |                      |         |             |
| 22 ottobre | 34-23  | Brixen - Carpi       | 42-29   | 11 febbraio |
| 22 ottobre | 25-30  | C.Magnago - Pressano | 24-29   | 11 febbraio |
| 22 ottobre | 23-23  | Meran - Conversano   | 25-30   | 11 febbraio |
| 22 ottobre | 34-23  | J.Fasano - S.Rubiera | 34-28   | 1 marzo     |
| 22 ottobre | 40-20  | Sassari - Campus     | 40-30   | 11 febbraio |
| 22 ottobre | 23-29  | Bozen - Albatro      | 24-30   | 11 febbraio |
| 22 ottobre | 27-24  | Fondi - Romagna      | 27-30   | 11 febbraio |

| Andata     | Andata | 7ª/20ª giornata      | Ritorno | Ritorno     |
|            |        |                      |         |             |
| 29 ottobre | 26-26  | C.Magnago - J.Fasano | 23-31   | 14 marzo    |
| 29 ottobre | 27-24  | Pressano - Bozen     | 26-29   | 18 febbraio |
| 29 ottobre | 26-34  | Carpi - Sassari      | 29-38   | 18 febbraio |
| 29 ottobre | 27-38  | Campus - Meran       | 34-39   | 18 febbraio |
| 9 nov.     | 30-17  | Conversano - Fondi   | 27-17   | 18 febbraio |
| 26 ott.    | 23-28  | Albatro - Brixen     | 26-36   | 18 febbraio |
| 29 ott.    | 25-25  | Romagna - S.Rubiera  | 24-31   | 18 febbraio |

| Andata  | Andata | 8ª/21ª giornata        | Ritorno | Ritorno     |
|         |        |                        |         |             |
| 7 dic.  | 27-16  | Brixen - Pressano      | 26-22   | 25 febbraio |
| 5 nov.  | 37-25  | Meran - Carpi          | 37-29   | 25 febbraio |
| 23 nov. | 43-31  | J.Fasano - Romagna     | 35-25   | 25 febbraio |
| 5 nov.  | 30-21  | Sassari - Albatro      | 25-24   | 25 febbraio |
| 5 nov.  | 29-31  | Bozen - C.Magnago      | 21-23   | 26 feb.     |
| 14 dic. | 28-24  | S.Rubiera - Conversano | 22-35   | 25 feb.     |
| 5 nov.  | 37-28  | Fondi - Campus         | 36-34   | 25 feb.     |

| Andata      | Andata | 9ª/22ª giornata      | Ritorno | Ritorno  |
|             |        |                      |         |          |
| 12 novembre | 27-29  | C.Magnago - Brixen   | 29-32   | 18 marzo |
| 12 novembre | 23-22  | Pressano - Sassari   | 25-33   | 18 marzo |
| 12 novembre | 27-35  | Carpi - Fondi        | 27-29   | 18 marzo |
| 12 novembre | 32-23  | Campus - S.Rubiera   | 37-30   | 18 marzo |
| 12 novembre | 33-19  | Conversano - Romagna | 22-20   | 18 marzo |
| 12 novembre | 36-32  | Bozen - J.Fasano     | 22-38   | 18 marzo |
| 12 novembre | 18-22  | Albatro - Meran      | 23-36   | 18 marzo |

| Andata      | Andata | 10ª/23ª giornata      | Ritorno | Ritorno  |
|             |        |                       |         |          |
| 16 novembre | 31-31  | Brixen - Bozen        | 25-25   | 22 marzo |
| 16 novembre | 30-22  | Meran - Pressano      | 25-21   | 22 marzo |
| 16 novembre | 28-22  | J.Fasano - Conversano | 22-31   | 22 marzo |
| 16 novembre | 30-27  | Sassari - C.Magnago   | 29-28   | 21 marzo |
| 16 novembre | 31-31  | Romagna - Campus      | 23-29   | 22 marzo |
| 16 novembre | 24-23  | S.Rubiera - Carpi     | 21-29   | 22 marzo |
| 16 novembre | 26-22  | Fondi - Albatro       | 20-26   | 22 marzo |

| Andata      | Andata | 11ª/24ª giornata    | Ritorno | Ritorno  |
|             |        |                     |         |          |
| 19 novembre | 25-24  | Brixen - J.Fasano   | 27-29   | 25 marzo |
| 19 novembre | 23-26  | C.Magnago - Meran   | 26-30   | 25 marzo |
| 19 novembre | 28-23  | Pressano - Fondi    | 26-25   | 25 marzo |
| 19 novembre | 28-25  | Carpi - Romagna     | 20-32   | 25 marzo |
| 19 novembre | 25-37  | Campus - Conversano | 31-46   | 25 marzo |
| 19 novembre | 35-31  | Bozen - Sassari     | 23-26   | 25 marzo |
| 12 aprile   | 0-5    | Albatro - S.Rubiera | 29-21   | 25 marzo |

| Andata      | Andata | 12ª/25ª giornata     | Ritorno | Ritorno  |
|             |        |                      |         |          |
| 26 novembre | 27-30  | Meran - Bozen        | 31-27   | 1 aprile |
| 26 novembre | 30-47  | Campus - J.Fasano    | 28-40   | 1 aprile |
| 26 novembre | 27-34  | Sassari - Brixen     | 26-24   | 1 aprile |
| 26 novembre | 39-22  | Conversano - Carpi   | 34-21   | 1 aprile |
| 26 novembre | 24-32  | Romagna - Albatro    | 21-23   | 1 aprile |
| 21 dic.     | 28-28  | S.Rubiera - Pressano | 27-28   | 1 aprile |
| 26 nov.     | 23-25  | Fondi - C.Magnago    | 17-31   | 1 aprile |

| Andata     | Andata | 13ª/26ª giornata      | Ritorno | Ritorno   |
|            |        |                       |         |           |
| 3 dicembre | 29-23  | Brixen - Meran        | 34-30   | 15 aprile |
| 11 gennaio | 33-24  | C.Magnago - S.Rubiera | 27-20   | 15 aprile |
| 3 dicembre | 32-28  | Pressano - Romagna    | 25-22   | 15 aprile |
| 3 dicembre | 29-29  | Carpi - Campus        | 34-43   | 15 aprile |
| 3 dicembre | 37-34  | J.Fasano - Sassari    | 33-34   | 15 aprile |
| 3 dicembre | 28-28  | Bozen - Fondi         | 35-30   | 15 aprile |
| 3 dicembre | 19-25  | Albatro - Conversano  | 21-34   | 15 aprile |

## Classifica
|        | Pos. | Squadra          | Pt | G  | V  | N | S  | GF  | GS  | D    |
| ------ | ---- | ---------------- | -- | -- | -- | - | -- | --- | --- | ---- |
| [ 18 ] | 1.   | Brixen           | 44 | 26 | 21 | 2 | 3  | 784 | 636 | +147 |
| [ 19 ] | 2.   | Conversano       | 43 | 26 | 21 | 1 | 4  | 750 | 596 | +154 |
|        | 3.   | Meran            | 40 | 26 | 19 | 2 | 5  | 789 | 687 | +102 |
|        | 4.   | Junior Fasano    | 39 | 26 | 19 | 1 | 6  | 849 | 729 | +120 |
|        | 5.   | Sassari          | 39 | 26 | 19 | 1 | 6  | 781 | 687 | +92  |
|        | 6.   | Pressano         | 31 | 26 | 15 | 1 | 10 | 692 | 689 | +3   |
|        | 7.   | Cassano Magnago  | 27 | 26 | 12 | 3 | 11 | 715 | 673 | +42  |
|        | 8.   | Bozen            | 27 | 26 | 12 | 3 | 11 | 787 | 766 | +21  |
|        | 9.   | Albatro Siracusa | 19 | 26 | 9  | 1 | 16 | 630 | 674 | -44  |
|        | 10.  | Fondi            | 16 | 26 | 7  | 2 | 17 | 690 | 761 | -71  |
|        | 11.  | Secchia Rubiera  | 13 | 26 | 5  | 4 | 17 | 635 | 743 | -108 |
|        | 12.  | Campus Italia    | 11 | 26 | 4  | 3 | 19 | 753 | 901 | -148 |
|        | 13.  | Carpi            | 9  | 26 | 4  | 1 | 21 | 706 | 861 | -155 |
|        | 14.  | Romagna          | 6  | 26 | 2  | 2 | 22 | 618 | 774 | -156 |

Legenda:
  Ammessi ai play-off scudetto.
      Campione d'Italia e qualificata all'European Cup.
      Qualificata all'European Cup.
      Retrocessa in Serie A Silver.

## Play-out retrocessione

### Tabellone
|  | Semifinali      | Semifinali      | Semifinali | Semifinali | Semifinali |  |  | Finale  | Finale  | Finale  | Finale | Finale |  |
|  |                 |                 |            |            |            |  |  |         |         |         |        |        |  |
|  | Fondi           | Fondi           | 22         | 35         | 34         |  |  |         |         |         |        |        |  |
|  | Romagna         | Romagna         | 19         | 36         | 27         |  |  | Romagna | Romagna | Romagna | 26     | 30     |  |
|  | Secchia Rubiera | Secchia Rubiera | 26         | 25         | 33         |  |  | Carpi   | Carpi   | Carpi   | 26     | 43     |  |
|  | Carpi           | Carpi           | 26         | 25         | 28         |  |  |         |         |         |        |        |  |

### Semifinali
| Arbitri: | M. Carrino S. Pellegrino (Napoli) |

|         |           |           |
| Antić 9 | Marcatori | Cañete 13 |

| Arbitri: | D. Schiavone (Siracusa) L. Nicolella (Benevento) |

|        |           |             |
| Fraj 8 | Marcatori | Mazzanti 10 |

| Arbitri: | C. Dionisi S. Maccarone (L'Aquila) |

|                |           |          |
| Cañete, Fraj 8 | Marcatori | Rotaru 5 |

| Arbitri: | A. Passeri S. Rinaldi (Pescara) |

|         |           |                     |
| Kasa 11 | Marcatori | Naghavialhosseini 5 |

| Arbitri: | S. Riello (Torri di Q.lo) N. Panetta (Perinaldo) |

|                     |           |                 |
| Naghavialhosseini 9 | Marcatori | Coppola, Kasa 7 |

| Arbitri: | C. Cardone L. Cardone (Napoli) |

|                     |           |        |
| Naghavialhosseini 9 | Marcatori | Kasa 7 |

### Finale
| Arbitri: | A. Passeri S. Rinaldi (Pescara) |

|                 |           |                      |
| Antić, Rotaru 6 | Marcatori | Ceccarini, Nocelli 6 |

| Arbitri: | B. Rhim (Ferrara) S. Plotegher (Lavis) |

|         |           |            |
| Kasa 10 | Marcatori | Mazzanti 8 |

## Play-off scudetto

### Tabellone
|  | Semifinali    | Semifinali    | Semifinali    | Semifinali | Semifinali |  |  | Finale        | Finale        | Finale | Finale | Finale |  |
|  |               |               |               |            |            |  |  |               |               |        |        |        |  |
|  | Brixen        | Brixen        | 32            | 25         | 20         |  |  |               |               |        |        |        |  |
|  | Sassari       | Sassari       | 28            | 30         | 21         |  |  | Sassari       | Sassari       | 34     | 26     | 32     |  |
|  | Meran         | Meran         | Meran         | 32         | 34         |  |  | Junior Fasano | Junior Fasano | 32     | 32     | 35     |  |
|  | Junior Fasano | Junior Fasano | Junior Fasano | 33         | 34         |  |  |               |               |        |        |        |  |

### Semifinali
| Arbitri: | C. Cardone L. Cardone (Napoli) |

|          |           |           |
| Nardin 8 | Marcatori | Dapiran 9 |

| Arbitri: | M. Carrino S. Pellegrino (Napoli) |

|                      |           |         |
| Sonnerer, Stricker 5 | Marcatori | Brzić 6 |

| Arbitri: | G. Fato L. Guarini (Fasano) |

|             |           |           |
| Bulzamini 6 | Marcatori | Hamouda 7 |

| Arbitri: | C. Dionisi S. Maccarone (L'Aquila) |

|            |           |            |
| Östling 10 | Marcatori | Visentin 8 |

| Arbitri: | G. S. Merisi (Gallarate) A. Pepe (Sassari) |

|          |           |           |
| Cuello 9 | Marcatori | Östling 9 |

### Finale
| Arbitri: | C. Cardone L. Cardone (Napoli) |

|           |           |             |
| Nardin 15 | Marcatori | Angiolini 8 |

| Arbitri: | F. Simone P. Monitillo (Altamura) |

|             |           |           |
| Järlstam 10 | Marcatori | Hamouda 8 |

| Arbitri: | C. Dionisi S. Maccarone (L'Aquila) |

|                      |           |                   |
| Cantore, Pugliese 10 | Marcatori | Bronzo, Hamouda 7 |

## Allenatori, capitani e primatisti
Aggiornato al 15/04/2023.
| Squadra                             | Allenatore                                             | Capitano            | Capocannoniere (tra parentesi il numero dei gol segnati) |
| ----------------------------------- | ------------------------------------------------------ | ------------------- | -------------------------------------------------------- |
| Teamnetwork Albatro Siracusa        | Fabio Reale (1ª-15ª) Rodolfo Jung (16ª-)               | Andrea Calvo        | Julián Souto Cueto (115)                                 |
| SSV Bozen Loacker-Volksbank         | Mario Šporčić                                          | Dean Turković       | Marko Pandžić (169)                                      |
| SSV Brixen Handball                 | Davor Čutura                                           | Alex Wierer         | Davide Bulzamini (132)                                   |
| Campus Italia                       | Riccardo Trillini                                      | Paul Wierer         | Christian Manojlović (196)                               |
| Pallamano Carpi 2019                | Davide Serafini                                        | Jan Jurina          | Alex Coppola (141)                                       |
| Cassano Magnago HC                  | Matteo Bellotti                                        | Mattia Dorio        | Federico Mazza (156)                                     |
| Accademia Pallamano Conversano 1973 | Alessandro Tarafino                                    | Jacopo Lupo         | Jacob Nelson (116)                                       |
| HC Banca popolare di Fondi          | Giacinto De Santis                                     | Stefano D'Ettorre   | Tomás Cañete (230)                                       |
| Sidea Group Junior Fasano           | Giuseppe Crastolla (1ª-2ª) Vito Fovio (3ª-)            | Flavio Messina      | Albin Järlstam (136)                                     |
| SC Meran Handball Alperia           | Jürgen Prantner                                        | Andreas Stricker    | Juan Pablo Cuello (116)                                  |
| Pallamano Pressano                  | Alessandro Fusina                                      | Nicola Folgheraiter | Nicola Rossi (127)                                       |
| Pallamano Romagna                   | Domenico Tassinari (1ª-20ª) Mattia Melis (21ª-)        | Fabrizio Tassinari  | Ivan Antić (113)                                         |
| Raimond Handball Sassari            | Luigi Passino (1ª-14ª) Lorenzo Vosca (15ª) Zupo (16ª-) | Leonardo Querín     | Umberto Bronzo (131)                                     |
| Pallamano Secchia Rubiera           | Luca Galluccio                                         | Andrea Benci        | Allan Pereira (122)                                      |

## Statistiche

### Squadre

#### Capoliste solitarie
|    | —— | ——   | —— | ——     | ——     | ——     | ——     | ——     | ——     | ——     | ——     | ——     | ——     | ——     | ——     | ——     | ——     | ——     | ——     | ——     | ——     | ——     | ——     | ——     | ——     | —— |  |
|    |    | Con. |    | Brixen | Brixen | Brixen | Brixen | Brixen | Brixen | Brixen | Brixen | Brixen | Brixen | Brixen | Brixen | Brixen | Brixen | Brixen | Brixen | Brixen | Brixen | Brixen | Brixen | Brixen | Brixen |    |  |
|    |    |      |    |        |        |        |        |        |        |        |        |        |        |        |        |        |        |        |        |        |        |        |        |        |        |    |  |
|    |    |      |    |        |        |        |        |        |        |        |        |        |        |        |        |        |        |        |        |        |        |        |        |        |        |    |  |
| 1ª | 2ª | 3ª   | 4ª | 5ª     | 6ª     | 7ª     | 8ª     | 9ª     | 10ª    | 11ª    | 12ª    | 13ª    | 14ª    | 15ª    | 16ª    | 17ª    | 18ª    | 19ª    | 20ª    | 21ª    | 22ª    | 23ª    | 24ª    | 25ª    | 26ª    |    |  |

#### Classifica in divenire
|                 | 1ª | 2ª | 3ª | 4ª | 5ª | 6ª  | 7ª | 8ª  | 9ª  | 10ª | 11ª | 12ª | 13ª | 14ª | 15ª | 17ª | 16ª | 18ª | 19ª | 20ª | 21ª | 22ª | 23ª | 24ª | 25ª | 26ª |
| --------------- | -- | -- | -- | -- | -- | --- | -- | --- | --- | --- | --- | --- | --- | --- | --- | --- | --- | --- | --- | --- | --- | --- | --- | --- | --- | --- |
| Albatro         | 2  | 4  | 4  | 4  | 5  | 7   | 7  | 7   | 7   | 7   | 7*  | 9   | 9   | 11  | 11  | 11  | 11  | 11  | 13  | 13  | 13  | 13  | 15  | 17  | 19  | 20* |
| Bozen           | 2  | 4  | 4  | 6  | 8  | 8   | 8  | 8   | 10  | 11  | 13  | 15  | 16  | 18  | 20  | 20  | 20* | 20  | 20  | 24* | 24  | 24  | 25  | 25  | 25  | 27  |
| Brixen          | 2  | 4  | 4* | 6  | 8* | 12* | 14 | 14* | 16  | 17  | 19  | 21  | 23  | 25  | 29* | 31  | 31  | 33  | 35  | 37  | 39  | 41  | 42  | 42  | 42  | 44  |
| Campus Italia   | 0  | 0  | 1  | 1  | 1  | 1   | 1  | 1   | 3   | 4   | 4   | 4   | 5   | 5   | 5   | 5   | 5   | 5   | 5   | 5   | 5   | 7   | 9   | 9   | 9   | 11  |
| Carpi           | 0  | 0  | 0  | 0  | 0  | 0   | 0  | 0   | 0   | 0   | 2   | 2   | 3   | 5   | 5   | 5   | 5   | 7   | 7   | 7   | 7   | 7   | 9   | 9   | 9   | 9   |
| Cassano Magnago | 2  | 2  | 3  | 5  | 6  | 6   | 7  | 9   | 9   | 9   | 9   | 11  | 11* | 13  | 13  | 17* | 19  | 21  | 21  | 21  | 23  | 23  | 23  | 23  | 25  | 27  |
| Conversano      | 2  | 4  | 6  | 6  | 8  | 9   | 9* | 9   | 13* | 13  | 15  | 17  | 19  | 21  | 23  | 23* | 25  | 25  | 29* | 31  | 33  | 35  | 37  | 39  | 41  | 43  |
| Fondi           | 0  | 0  | 1  | 1  | 1  | 3   | 3  | 5   | 7   | 9   | 9   | 9   | 10  | 10  | 10  | 10  | 10  | 12  | 12  | 12  | 14  | 16  | 16  | 16  | 16  | 16  |
| Junior Fasano   | 2  | 2  | 4  | 6  | 8  | 10  | 11 | 11* | 11  | 13  | 13  | 17* | 19  | 21  | 21  | 23  | 25  | 27  | 27* | 27* | 29  | 35* | 35  | 37  | 39  | 39  |
| Meran           | 0  | 2  | 3  | 5  | 7  | 8   | 10 | 12  | 14  | 16  | 18  | 18  | 18  | 20  | 22  | 24  | 26  | 28  | 28  | 30  | 32  | 34  | 36  | 38  | 40  | 40  |
| Pressano        | 0  | 2  | 4  | 6  | 6  | 8   | 10 | 10  | 12  | 12  | 14  | 14* | 16  | 16  | 18  | 21* | 23  | 23  | 25  | 25  | 25  | 25  | 25  | 27  | 29  | 31  |
| Romagna         | 0  | 0  | 0  | 0  | 0  | 0   | 1  | 1   | 1   | 2   | 2   | 2   | 2   | 2   | 2   | 2   | 2   | 2   | 4   | 4   | 4   | 4   | 4   | 6   | 6   | 6   |
| Sassari         | 2  | 2* | 3  | 7* | 7  | 9   | 11 | 13  | 13  | 15  | 15  | 15  | 15  | 15  | 17  | 19  | 21  | 23  | 25  | 27  | 29  | 31  | 33  | 35  | 37  | 39  |
| Secchia Rubiera | 0  | 0  | 0* | 0  | 2  | 3*  | 4  | 4*  | 4   | 6   | 6*  | 6   | 6*  | 6   | 8*  | 9*  | 9   | 9   | 9   | 11  | 11  | 11  | 11  | 11  | 11  | 12* |

NOTA: l'asterisco indica che l'incontro è stato rinviato o sospeso ed è presente sia in corrispondenza del turno rinviato sia in corrispondenza del turno immediatamente successivo al recupero: esso serve a segnalare che, nella stessa giornata successiva al recupero, la formazione vincente dispone di un punteggio maggiore. L'asterisco non compare con la squadra che esce sconfitta dal recupero (né in corrispondenza del rinvio, né per il recupero stesso), invece è da usare con entrambe le squadre se il recupero termina con un pareggio: in caso di pareggio o vittoria nella partita del recupero, può comportare un incremento potenziale "anomalo" (cioè superiore ai 2 punti) nella giornata seguente dove il punteggio terrà conto di entrambe le partite (quella recuperata nel turno precedente e quella regolarmente giocata nel turno successivo: pareggio-pareggio = 2 punti; pareggio-vittoria o vittoria-pareggio = 3 punti; vittoria-vittoria = 4 punti).

#### Classifiche di rendimento

##### Rendimento andata-ritorno
| Andata     | Andata | Ritorno    | Ritorno |
|            |        |            |         |
| Brixen     | 25     | Sassari    | 24      |
| Conversano | 19     | Conversano | 24      |
| J.Fasano   | 19     | Meran      | 22      |
| Meran      | 18     | J.Fasano   | 20      |
| Pressano   | 17     | Brixen     | 19      |
| Bozen      | 16     | Pressano   | 14      |
| Sassari    | 15     | C.Magnago  | 12      |
| C.Magnago  | 13     | Bozen      | 11      |
| Albatro    | 12     | Albatro    | 10      |
| Fondi      | 10     | Carpi      | 6       |
| S.Rubiera  | 10     | C.Italia   | 6       |
| C.Italia   | 5      | Fondi      | 6       |
| Carpi      | 3      | Romagna    | 4       |
| Romagna    | 2      | S.Rubiera  | 2       |

##### Rendimento casa-trasferta
| Casa       | Casa | Trasferta  | Trasferta |
|            |      |            |           |
| Conversano | 26   | Meran      | 21        |
| Brixen     | 25   | Brixen     | 19        |
| J.Fasano   | 24   | Sassari    | 17        |
| Sassari    | 22   | Conversano | 17        |
| Meran      | 19   | J.Fasano   | 15        |
| Pressano   | 18   | Bozen      | 13        |
| C.Magnago  | 15   | Pressano   | 13        |
| Albatro    | 14   | C.Magnago  | 12        |
| Bozen      | 14   | Albatro    | 6         |
| Fondi      | 11   | Fondi      | 5         |
| S.Rubiera  | 10   | C.Italia   | 4         |
| Carpi      | 7    | Carpi      | 2         |
| C.Italia   | 7    | S.Rubiera  | 2         |
| Romagna    | 6    | Romagna    | 0         |

#### Primati stagionali
Squadre
- Maggior numero di vittorie: Brixen, Conversano (21)
- Maggior numero di pareggi: Secchia Rubiera (4)
- Maggior numero di sconfitte: Romagna (22)
- Minor numero di vittorie: Romagna (2)
- Minor numero di pareggi: 5 squadre (1)
- Minor numero di sconfitte: Brixen (3)
- Miglior attacco: Junior Fasano (849 gol segnati)
- Peggior attacco: Romagna (618 gol segnati)
- Miglior difesa: Conversano (596 reti subite)
- Peggior difesa: Campus Italia (901 reti subite)
- Miglior differenza reti: Conversano (+155)
- Peggior differenza reti: Romagna (-156)
- Miglior serie positiva: Brixen (16, 1ª-16ª giornata)
- Peggior serie negativa: Carpi (10, 1ª-10ª giornata)

Partite
- Più gol: Bozen-C. Italia 42-37 (79, 4ª giornata)
- Meno gol: Romagna-Brixen 12-23 (35, 3ª giornata)
- Maggior scarto di gol: Sassari-C. Italia 40-20 (20, 6ª giornata)
- Maggior numero di reti in una giornata: 411 (4ª giornata)

### Giocatori

#### Classifica marcatori
| Gol |  |  | Giocatore            | Squadra         |
| --- |  |  | -------------------- | --------------- |
| 230 |  |  | Tomás Cañete         | Fondi           |
| 196 |  |  | Christian Manojlović | Campus Italia   |
| 169 |  |  | Marko Pandžić        | Bozen           |
| 159 |  |  | Dean Turković        | Bozen           |
| 156 |  |  | Federico Mazza       | Cassano Magnago |
| 153 |  |  | Tommaso De Angelis   | Campus Italia   |
| 141 |  |  | Alex Coppola         | Carpi           |
| 136 |  |  | Albin Järlstam       | Junior Fasano   |
| 134 |  |  | Filippo Angiolini    | Junior Fasano   |
| 132 |  |  | Davide Bulzamini     | Brixen          |
| 132 |  |  | Kreshnik Kasa        | Carpi           |
| 131 |  |  | Umberto Bronzo       | Sassari         |
| 131 |  |  | Erik Östling         | Junior Fasano   |
| 127 |  |  | Nicola Rossi         | Pressano        |
| 122 |  |  | Allan Pereira        | Secchia Rubiera |
| 120 |  |  | Giacomo Savini       | Cassano Magnago |
| 120 |  |  | Lukas Stricker       | Brixen          |
| 120 |  |  | Damir Halilković     | Sassari         |
| 116 |  |  | Jacob Nelson         | Conversano      |
| 116 |  |  | Juan Pablo Cuello    | Meran           |
| 115 |  |  | Julián Souto Cueto   | Albatro         |

## Campioni
| Vincitore Serie A Gold 2022-2023    |
| ----------------------------------- |
| Sidea Group Junior Fasano 4º titolo |

### Formazione tipo
| N. | Giocatore          | Ruolo            |
| -- | ------------------ | ---------------- |
| 12 | Alessandro Leban   | Portiere         |
| 19 | Pablo Cantore      | Ala sinistra     |
| 7  | Filippo Angiolini  | Terzino sinistro |
| 95 | Albin Järlstam     | Centrale         |
| 13 | Davide Notarangelo | Terzino destro   |
| 11 | Davide Pugliese    | Ala destra       |
| 44 | Erik Östling       | Pivot            |